# Рихтер, Вики
Вики Рихтер (англ. Vicki Richter; род. 1 июня 1977, Сан-Франциско, Калифорния) — американская транссексуальная порноактриса и режиссёр, лауреат премии AVN Awards.

## Биография
Родилась в Сан-Франциско (штат Калифорния). После проведения пластической операции в 2000 году, в 2001 году начинает карьеру транссексуальной актрисы. Первая главная роль — в фильме Transsexual Beauty Queens 15.
В 2005 году получает премию AVN в номинации «Транссексуальный исполнитель года», далее номинируется в той же категории в 2006, 2008 и 2009 годах. В период с 2006 по 2008 год совмещает актёрскую работу с режиссёрской.
Уходит из индустрии для взрослых вскоре после получения награды в 2009 году, снявшись в общей сложности в 66 фильмах и срежиссировав 8 фильмов.

## Награды и номинации
| Год  | Церемония     | Результат | Номинация                         | Работа |
| ---- | ------------- | --------- | --------------------------------- | ------ |
| 2005 | AVN Awards    | Победа    | Транссексуальный исполнитель года | -      |
| 2006 | AVN Awards    | Номинация | Транссексуальный исполнитель года | -      |
| 2008 | AVN Awards    | Номинация | Транссексуальный исполнитель года | -      |
| 2009 | AVN Awards    | Номинация | Транссексуальный исполнитель года | -      |
| 2009 | Tranny Awards | Победа    | Лучшая транссексуальная актриса   | -      |